# Program Discovery
Program Discovery – amerykański program misji sond kosmicznych zapoczątkowany w 1992 roku przez agencję NASA.
Celem programu jest umożliwienie częstego realizowania misji kosmicznych o wysokiej wartości naukowej i stosunkowo niewielkich kosztach. Misje wybierane są na zasadzie konkursu spośród propozycji nadsyłanych przez amerykańskie instytucje naukowe i uniwersyteckie. Ich cele muszą dotyczyć badania ciał Układu Słonecznego, z wyłączeniem Ziemi i Słońca. Za projekt i kierownictwo każdej misji odpowiada główny badacz (Principal Investigator). Do 2010 roku z programu Discovery wyłączone były misje, których celem było badanie Marsa, ponieważ misje takie były organizowane w ramach osobnego programu NASA – Mars Scout. Na początku historii programu zrealizowano jednak misję sondy marsjańskiej (Mars Pathfinder). W ramach programu Discovery przeprowadzono też misje, których celem było odkrywanie i obserwacja pozasłonecznych układów planetarnych. Całkowity koszt wybranej do realizacji misji, bez kosztu rakiety nośnej oraz kosztów operacyjnych, nie może obecnie przekraczać 450 milionów dolarów amerykańskich (według zasad konkursu ogłoszonego w 2014 roku).
W ramach programu Discovery realizowane są też znacznie tańsze Discovery Missions of Opportunity. Nie obejmują one budowy nowych sond kosmicznych, ale wysyłanie amerykańskich instrumentów naukowych na pokładzie sond innych agencji kosmicznych, lub skierowanie istniejących sond do nowych zadań, po zakończeniu ich głównej misji. Koszt Mission of Opportunity nie może obecnie przekraczać 35 milionów dolarów amerykańskich.
Dotychczas w ramach programu Discovery do realizacji zostało wybranych 16 misji i 6 Missions of Opportunity.

## Lista misji programu Discovery
| Lp. | Nazwa            | Data startu          | Zadania | Stan realizacji misji       | Ilustracja |
| --- | ---------------- | -------------------- | --- | --------------------------- | ---------- |
| 1   | NEAR Shoemaker   | 17 lutego 1996       | Przelot obok planetoidy (253) Mathilde. Sztuczny satelita planetoidy (433) Eros i lądowanie na jej powierzchni.       | Zakończona Sukces           |            |
| 2   | Mars Pathfinder  | 4 grudnia 1996       | Lądowanie na powierzchni Marsa. Pojazd samobieżny.                                                                    | Zakończona Sukces           |            |
| 3   | Lunar Prospector | 7 stycznia 1998      | Sztuczny satelita Księżyca.                                                                                           | Zakończona Sukces           |            |
| 4   | Stardust         | 7 lutego 1999        | Przelot obok komety 81P/Wild. Pobranie próbek pyłu kometarnego i pyłu międzygwiazdowego i dostarczenie ich na Ziemię. | Zakończona Sukces           |            |
| 5   | Genesis          | 8 sierpnia 2001      | Zebranie cząstek wiatru słonecznego i dostarczenie ich na Ziemię.                                                     | Zakończona Częściowy sukces |            |
| 6   | CONTOUR          | 3 lipca 2002         | Przelot obok komet 2P/Encke i 73P/Schwassmann-Wachmann.                                                               | Zakończona Niepowodzenie    |            |
| 7   | MESSENGER        | 3 sierpnia 2004      | Sztuczny satelita Merkurego.                                                                                          | Zakończona Sukces           |            |
| 8   | Deep Impact      | 12 stycznia 2005     | Uderzenie impaktora w jądro komety 9P/Tempel.                                                                         | Zakończona Sukces           |            |
| 9   | Dawn             | 27 września 2007     | Sztuczny satelita planetoidy (4) Westa i planety karłowatej (1) Ceres.                                                | Zakończona Sukces           |            |
| 10  | Kepler           | 7 marca 2009         | Teleskop kosmiczny. Poszukiwanie planet pozasłonecznych.                                                              | Zakończona Sukces           |            |
| 11  | GRAIL            | 10 września 2011     | Pomiary pola grawitacyjnego Księżyca przez parę sztucznych satelitów.                                                 | Zakończona Sukces           |            |
| 12  | InSight          | 5 maja 2018          | Lądowanie na powierzchni Marsa.                                                                                       | Zakończona Sukces           |            |
| 13  | Lucy             | 16 października 2021 | Przelot obok sześciu planetoid trojańskich oraz planetoidy pasa głównego.                                             | W trakcie realizacji        |            |
| 14  | Psyche           | 13 października 2023 | Sztuczny satelita planetoidy (16) Psyche.                                                                             | W trakcie realizacji        |            |
| 15  | DAVINCI          | 2029                 | Próbnik atmosferyczny Wenus.                                                                                          | Planowana                   |            |
| 16  | VERITAS          | 2029                 | Sztuczny satelita Wenus.                                                                                              | Planowana                   |            |

## Discovery Missions of Opportunity
| Lp. | Nazwa                  | Data startu                  | Zadania | Stan realizacji misji | Ilustracja |
| --- | ---------------------- | ---------------------------- | --- | --------------------- | ---------- |
| 1   | ASPERA-3               | 2 czerwca 2003               | Instrument przeznaczony do badania interakcji wiatru słonecznego z atmosferą Marsa na pokładzie sondy Mars Express. | W trakcie realizacji  |            |
| 2   | EPOXI                  | początek realizacji: 2007 r. | Przelot sondy Deep Impact obok komety 103P/Hartley oraz poszukiwanie planet pozasłonecznych.                        | Zakończona Sukces     |            |
| 3   | Stardust-NExT          | początek realizacji: 2007 r. | Przelot sondy Stardust obok komety 9P/Tempel.                                                                       | Zakończona Sukces     |            |
| 4   | Moon Mineralogy Mapper | 22 października 2008         | spektrometr obrazujący na pokładzie sondy Chandrayaan-1 wykonujący mapy mineralogiczne Księżyca.                    | Zakończona Sukces     |            |
| 5   | Strofio                | 20 października 2018         | Spektrometr mas na pokładzie sondy Mercury Planetary Orbiter badający skład egzosfery Merkurego.                    | W trakcie realizacji  |            |
| 6   | MEGANE                 | wrzesień 2024 (plan)         | Spektrometr promieniowania gamma i neutronów na pokładzie sondy MMX badający skład powierzchni Fobosa.              | Planowana             |            |